# Elfmania
Elfmania is een videospel voor de Commodore Amiga. Het spel werd ontwikkeld door Terramarque en in 1994 uitgebracht door Renegade Software. Het spel is een vechtspel dat zich afspeelt in de elfenwereld. Het spel kan met een of twee spelers tegelijkertijd gespeeld worden.

## Ontvangst
Het spel werd wisselend ontvangen:
| Beoordeeld door | Jaar | score   |
| --------------- | ---- | ------- |
| Amiga Magazine  | 1994 | 100%    |
| CU Amiga        | 1994 | 93%     |
| Amiga Format    | 1994 | 92%     |
| The One Amiga   | 1994 | 91%     |
| Amiga Joker     | 1994 | 85%     |
| Amiga Action    | 1994 | 85%/89% |
| Power Play      | 1994 | 78%     |
| Amiga Computing | 1994 | 65%     |
| Amiga Power     | 1994 | 61%     |
| High Score      | 1994 | 20%     |